# 达米安·米勒
达米安·帕特里克·米勒是第一位澳大利亚原住民出身的澳大利亚大使。

## 早年及教育
米勒出身于昆士兰州中部洛坎普顿附近的摩根山区的甘古鲁族人。在一次澳洲广播公司的采访中，米勒说他的祖母受到1897年原住民保护和限制鸦片买卖法案的影响和全家人一同从洛坎普顿郊区搬到布里斯班。米勒在布里斯班长大，并且深受同族传统文化的影响。
1993年，米勒被全国原住民和岛民日纪念活动委员会授予本年度原住民学者。1998年他从新南威尔士大学毕业，授文学学士和法学学士。米勒还持有莫纳什大学外交事务和贸易专业毕业文凭。

## 职业生涯
在他攻读新南威尔士大学法律学位的时候，他已经在悉尼一家商业法律公司工作了。1995年，他以原住民青年的身份进入了澳大利亚外交贸易部（下简称外交部）并于暑假期间在部内兼职工作。
在从新南威尔士大学毕业后，1999年米勒成为外交部全职员工。作为一个职业外交家，米勒首先加入了澳大利亚驻马来西亚高级委员会，在那里他工作了3年。在回到澳大利亚后，2003年至2006年，米勒成为了外交部东南亚部门的部门员工，随后在2007年成为外交部合作计划主管。2009年米勒升任外交部阿富汗部门主管 ，2010年被任命为澳大利亚驻德国使馆参赞，当时的大使是皮特·塔什。
2013年4月1日时任澳大利亚外交部长鲍勃·卡尔任命米勒为澳大利亚驻丹麦使馆大使，同时任命他驻冰岛和挪威使馆大使。这一任命使米勒成为第一位原住民出身的大使。2013年5月米勒上任，2013年6月14日米勒向玛格丽特二世女王递交国书。2013年10月17日他向挪威国王哈拉尔五世递交国书，2013年12月7日向冰岛总统奥拉维尔·拉格纳·格里姆松递交国书。
对于他的任命，米勒指出，外交部雇佣的49原住民员工中只有12名员工被任命在世界各地的澳大利亚使馆工作，这“不仅仅他的，还是他的家庭的，澳大利亚原住民的光荣。”

## 个人生活
米勒与尼尔·赛特先生是一對情侣。